# Stadsstadion Lankaran
Het Stadsstadion Lankaran is een voetbalstadion in de Azerbeidzjaanse stad Lənkəran. In het stadion speelt FK Khazar Lenkoran haar thuiswedstrijden.